# Kebbepura, Chamarajanagar
Kebbepura là một làng thuộc tehsil Chamarajanagar, huyện Chamarajanagar, bang Karnataka, Ấn Độ.